# 叙州
叙州，唐朝时设置的州，在今湖南省西部的黔阳古城。
大历五年（770年）改巫州置，治所在龙标县（今湖南省怀化市黔阳古城），因巫山巫水而得名。下辖龙标县、朗溪县（今湖南省洪江市托口镇）、潭阳县（今湖南省芷江侗族自治县新店坪镇里街村）。辖境相当今湖南省怀化、黔阳、洪江芷江、会同、靖县、通道及贵州省天柱等市县地。北宋熙宁七年（1074年）改名沅州。
《旧唐书》志第二十 地理三：巫州下 贞观八年，分辰州龙标县置巫州。其年，置夜郎、朗溪、思征三县。九年，废思征县。天授二年，改为沅州，分夜郎渭溪县。长安三年，割夜郎、渭溪二县置舞州。先天二年，又置潭阳县。开元十三年，改沅州为巫州。天宝元年，改为潭阳郡。乾元元年，复为巫州。旧领县三，户四千三十二，口一万四千四百九十五。天宝，户五千三百六十八，口一万二千七百三十八。在京师南三千一百五十八里，至东都三千八百三十三里。
- 龙标 武德七年置，属辰州。贞观八年，置巫州，为理所也。
- 朗溪 贞观八年置
- 潭阳 先天二年，分龙标置。

唐代李德裕《元和郡县图志·黔州》四库本记载：“秦置黔中郡，汉为武陵郡无阳县之地。隋初于此置辰州。贞观八年分辰州龙标县置巫州，天授二年改曰沅州。开元十三年，以‘沅’、‘原’声相近，复为巫州。天宝元年改为潭阳郡。大历五年，以境接叙浦，改为叙州。”
唐朝叙州刺史
- 陈皆（贞元年间）
- 张九宗（810年）
- 田文雅（大中后期）
- 李防（大中、咸通年间）
- 韦君卿（872年）